# Arne Røisland
Arne Røisland (24 giugno 1923 – 30 ottobre 1980) è stato un calciatore norvegese, di ruolo attaccante.

## Carriera

### Club
Røisland giocò con la maglia del Frigg.

### Nazionale
Conta una presenza per la Norvegia. L'11 giugno 1947, infatti, fu schierato in campo nella sfida vinta per 3-1 contro la Polonia.